# الحماد (البرلس)
قرية الحماد هي إحدى القرى التابعة لمركز البرلس في محافظة كفر الشيخ في جمهورية مصر العربية. حسب إحصاءات سنة 2006، بلغ إجمالي السكان في الحماد 5164 نسمة، منهم 2485 رجل و2679 امرأة.